# Петровичи-Негоши
Петровичи (черног. Петровићи) — владетельный род в Черногории из местечка Негуши (черног. Његуши), по этой причине называемый также Не́гоши (черног. Његоши) или Петровичи-Негоши (черног. Петровићи-Његоши). Наиболее известные представители:
- Данило Шчепчев Петрович (1670—1735 гг., владыка с 1697 г.);
- Савва Петрович (ок. 1700—1781 гг., митрополит с 1735 г);
- Василий Петрович (1709—1766 гг., владыка с 1750 г.);
- Пётр I Петрович (1747—1830 гг., владыка с 1784 г.), святой;
- Пётр II Петрович (1813—1851 гг., владыка с 1830 г.), великий черногорский поэт;
- Данило I Петрович (1826—1860 гг., князь Черногории (от духовного титула отказался) с 1852 г.);
- Никола I Петрович (1847—1923, князь с 1860 г., король Черногории с 1910 г. по 1921 г.);
- Данило II Петрович (1871—1939 гг., король Черногории в 1921 году).
- Михайло I Петрович (1908—1986), титулярный король Черногории в 1921—1927 годах, руководитель протокола в Министерстве иностранных дел Югославии в 1947—1948 годах.

## Статус потомков династии с 2011 года
12 июля 2011 года Скупщина Черногории в окончательном чтении приняла закон «О статусе потомков династии Петровичей-Негошей», тем самым признав официальный статус потомков Черногорского королевского дома в своей стране.
Закон объявляет потомками династии всех мужских потомков короля Черногории Николы I Петровича и их жён.
Закон предусматривает предоставление гражданства Черногории всем мужским представителям династии и их супругам и детям. При этом разрешается сохранять гражданство других стран, так как сейчас потомки династии являются гражданами Франции.
Старший наследник династии мужского пола получает статус Представителя потомков династии.
Представитель потомков династии:
- Может использовать геральдические символы династии.
- Может быть уполномочен Президентом Черногории, Председателем Скупщины или Председателем Правительства выполнять определённые протокольные и неполитические функции.
- Является председателем Руководящего комитета фонда Петровичей-Негошей.
- Имеет право на использование государственных объектов, в соответствии с порядком установленным Правительством.
- Имеет право на использование первого этажа Дворца Петровичей в Подгорице, который предназначен для особо важных государственных церемоний, и когда этого требует протокол, обладает приоритетом перед другими пользователями этого помещения.
- Будет получать ежемесячную зарплату, равную заработной плате Президента Черногории.
- Имеет право на административное и техническое обеспечение деятельности со стороны службы государственного протокола Черногории.

Будет создан Фонд Петровичей-Негошей, чья деятельность будет «направлена на развитие культуры Черногории, участие в гуманитарных проектах и развитие деятельности в интересах Черногории и её традиций». Фонду запрещено участвовать в политической деятельности.
Для осуществления деятельности фонда правительство Черногории предоставит в течение семи лет 4,3 миллиона евро.
Потомкам династии будут предоставлен специально построенный дом в Цетине площадью 300 м² с участком до 5 тысяч м², а также предоставлена квартира площадью 130 м² в Подгорице. Кроме того, потомкам будет предоставлен особняк короля Николая I в Негуши с правом пользования прилегающими садами и лугами.

### Представители потомков династии
1. Никола Петрович-Негош (с 2011 года)